# Rousserolle d'Australie
Acrocephalus australis
Espèce
Statut de conservation UICN

 LC  : Préoccupation mineure
La Rousserolle d'Australie (Acrocephalus australis) est une espèce de passereau appartenant à la famille des Acrocephalidae.

## Sous-espèces
D'après Alan P. Peterson, il existe trois sous-espèces :
- Acrocephalus australis australis (Gould) 1838 ;
- Acrocephalus australis carterae Mathews 1912 ;
- Acrocephalus australis gouldi Dubois 1901.